# NGC 3807
NGC 3807 is een ster in het sterrenbeeld Leeuw. Het hemelobject werd op 27 maart 1856 ontdekt door de Ierse astronoom William Parsons.